# Résistance populaire dans la région de l'est
Ne doit pas être confondu avec Résistance populaire (Yémen) ou Comité de résistance populaire.
 (octobre 2023).
Le contenu est difficilement compréhensible vu les erreurs de traduction, qui sont peut-être dues à l'utilisation d'un logiciel de traduction automatique.
La Résistance populaire dans la région de l'est est un groupe armé syrien clandestin pro-régime actif lors de la guerre civile syrienne. Il mène une campagne de guérilla contre les Forces démocratiques syriennes, les forces armées multiethniques dirigé par les Kurdes connu sous le nom de Rojava et soutenues par les États-Unis.

## Arrière-plan
Lorsque la guerre civile syrienne a éclaté, diverses factions rebelles ont pris le contrôle d'une grande partie de l'est de la Syrie. Après une période de luttes intestines entre les insurgés, l'État islamique d'Irak et du Levant (EIIL) est sorti victorieux et a absorbé ou expulsé d'autres groupes rebelles de l'est de la Syrie. Indépendamment de ces développements, une grande partie de la population civile vivant sous le régime des rebelles puis de l'EIIL est restée secrètement favorable au gouvernement syrien. Finalement, l'EIIL a été principalement vaincu par les Forces démocratiques syriennes (FDS) dirigées par les Kurdes qui ont pris le contrôle de ses territoires. De nombreux loyalistes du gouvernement considéraient le FDS qui était soutenu par des étrangers tels que les forces armées américainescomme juste un autre occupant illégitime. En outre, la nouvelle administration civile soutenue par les FDS dans des régions telles que Raqqa s'est avérée incapable d'atténuer pleinement la crise humanitaire locale. Le soutien au gouvernement connaît ainsi un regain,.

## Histoire
Le 26 février 2018, des militants loyalistes de Raqqa se sont officiellement regroupés pour combattre les troupes des FDS et des États-Unis et ont annoncé la fondation de la "Résistance populaire de la région de l'Est" ou "Résistance populaire à Raqqa". Dans sa première déclaration, le groupe a présenté ses actions comme une lutte contre «l'ennemi américain tyrannique» et les «terroristes pro-américains de tous les coins de la terre» [c'est-à-dire le Forces démocratiques syriennes]. À peu près à la même époque, Raqqa est massacrée a affirmé en silence que le "Bouclier des héros d'Al-Jazira", un groupe d'insurgés pro-gouvernementaux, était en train d'être mis en place dans la campagne de Raqqa. Les capacités de combat de la «Résistance populaire» restaient floues; la première vidéo du groupe ne montrait que quelques hommes masqués avec des armes à feu a allégué qu'il faisait partie des forces pro-gouvernementales qui combattaient aux côtés des FDS contre la Turquie dans la région d'Afrin sans fournir aucune preuve.
Le groupe serait soutenu par l'Iran et formé par la Liwa al-Baqir, une unité des Forces armées syriennes.
La Résistance populaire dans la région de l'est apparaît sur Facebook le 24 février 2018 et publie par la suite plusieurs vidéos et communiqués sur ce réseau social. Dans ses messages de propagande, le groupe s'affiche comme pro-régime, antiaméricain, antisioniste, hostile à la coalition internationale et aux Forces démocratiques syriennes. Le groupe est actif dans les zones tenues par les Forces démocratiques syriennes et en particulier à Raqqa. Son objectif affiché est alors de chasser les forces américaines de la Syrie et de favoriser la reconquête des régions du nord de la Syrie par le régime de Bachar el-Assad. Dans les premiers mois de l'année 2018, les capacités militaires du groupe semblent cependant faibles : ainsi sa première vidéo d'opération militaire diffusée le 1er avril, dans laquelle le groupe revendique une attaque au mortier contre la base de la brigade 93 d'Aïn Issa, avait en réalité été tournée en Irak, par un groupe insurgé, à l'époque de la guérilla irakienne.